# مریم‌گلی مازندرانی
مریم‌گلی مازندرانی، مریم‌گلی پرچم بلند (نام علمی: Salvia staminea) نام یک گونه از سرده مریم‌گلی است.